# المكراس (بني قيس الطور)

تعديل مصدري - تعديل

المكراس هي إحدى قرى عزلة ربع البوني بمديرية بني قيس الطور التابعة لمحافظة حجة، بلغ تعداد سكانها 458 نسمة حسب تعداد اليمن لعام 2004.